# 1Lib1Ref

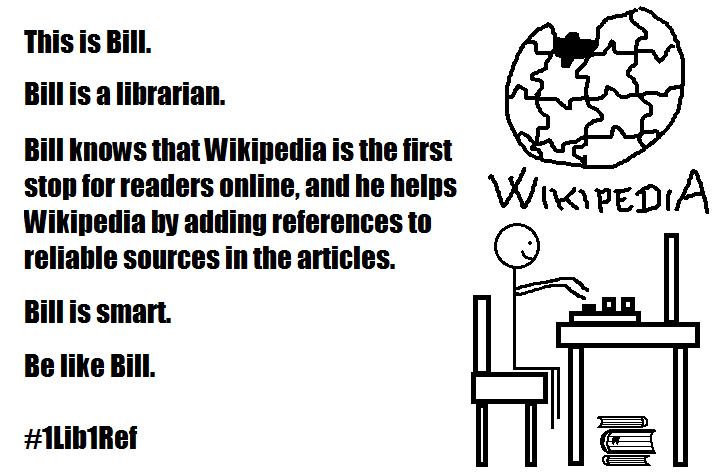
یک الگوی رفتاری «مثل آقای بیل باشید» که با این کمپین مرتبط است. ترجمهٔ متن تصویر : این آقای بیل است. آقای بیل یک کتابدار است. آقای بیل می‌داند که ویکی‌پدیا اولین ایستگاه آنلاین برای خوانندگان است، او با افزودن منابع معتبر به مقاله‌ها به ویکی‌پدیا کمک می‌کند. آقای بیل باهوش است. مثل آقای بیل رفتار کنید.

#1Lib1Ref (که در برخی از زبان‌های رومی با نام #1Bib1Ref شناخته می‌شود) یک جنبش (کمپین) ویکی‌پدیا است که از هر کتابدار روی زمین برای شرکت در دانشنامه آنلاین دعوت می‌کند، یعنی با افزودن منابع، مقاله‌ها را بهبود می‌بخشد.
اولین جنبش #1Lib1Ref همزمان با پانزدهمین سالگرد تأسیس ویکی‌پدیا در ژانویه ۲۰۱۶ بود. بر اساس فرضیه One Librarian, One Reference,، برگزارکنندگان تخمین زدند که اگر هر کتابدار در این کره خاکی ۱۵ دقیقه وقت بگذارد و یک منبع به ویکی‌پدیا اضافه کند، این تلاش مشترک باعث می‌شود که ویکی‌پدیای انگلیسی ۳۵۰ هزار عقب‌ماندگی منابع در ویکی‌پدیا برطرف خواهد شد.

جغد ایستاده روی یک کتاب، نشان‌واره کتابخانه ویکی‌پدیا.